# سلبوغة قطعاء
سلبوغة قطعاء (الاسم العلمي:Solpuga truncata) هي نوع من العنكبوتيات يتبع جنس السلبوغة من الفصيلة السلبوغية.